# Эндресс, Ингрид
Ингрид Эндресс (англ. Ingrid Andress, род. 21 сентября 1991 года) — американская кантри-певица, автор-исполнитель.
На Грэмми-2021 получила три номинации, включая Лучший новый исполнитель.

## Биография
Родилась 21 сентября 1991 года в Саутфилде (Мичиган, США).
Она основала а капелла группу под названием Pitch Slapped, которая выступала на конкурсе вокалистов NBC The Sing-Off. Еще одна её группа, Delilah, также выступила в шоу и заняла шестое место. Покинув шоу, Эндресс получила степень и прошла обучение у автора поп-песен Кара Диогуарди. Затем она переехала в Нашвилл (Теннесси), где начала писать песни для таких исполнителей, как Сэм Хант, Алиша Киз и Charli XCX.

## Дискография
Дискография Ингрид Эндресс включает, в том числе, следующие релизы:

### Студийные альбомы
Её дебютный альбом вышел 27 марта 2020 года и занял девятое место в катри-чарте US Country и 90-е в основном американском хит-параде Billboard 200.
- Lady Like (2020)
- Good Person (2022)

## Награды и номинации
| Год  | Ассоциация                       | Категория                       | Работа                           | Результат |
| ---- | -------------------------------- | ------------------------------- | -------------------------------- | --------- |
| 2020 | Academy of Country Music Awards  | New Female Vocalist of the Year | Herself                          | Номинация |
| 2020 | Country Music Association Awards | New Artist of the Year          | Herself                          | Номинация |
| 2020 | Country Music Association Awards | Song of the Year                | «More Hearts Than Mine»          | Номинация |
| 2020 | CMT Music Awards                 | Breakthrough Video of the Year  | «More Hearts Than Mine»          | Номинация |
| 2020 | BMI Country Awards               | «More Hearts Than Mine»         | Most-Performed Songs of the Year | Победа    |
| 2020 | Grammy Awards                    | Лучший новый исполнитель        | Herself                          | Номинация |
| 2020 | Grammy Awards                    | Лучшая кантри-песня             | «More Hearts Than Mine»          | Номинация |
| 2020 | Grammy Awards                    | Лучший кантри-альбом            | Lady Like                        | Номинация |